# 휴대용 선풍기
휴대용 선풍기(Portable fan)는 사람이 휴대하면서 사용할 수가 있도록 일반적인 선풍기보다 더욱 작은 크기로 제작된 선풍기를 가르키는 단어이다. 휴대용 선풍기는 자동차의 안에 비치하여 다니기도 한다.

## 특징
휴대용 선풍기는 일반적인 선풍기에 비해 크기가 더욱 작게 제작되어 집에서 뿐만 아니라 여행이나 관광을 할 때에도 사용할 수가 있는 선풍기이다. 일반적인 선풍기는 콘센트에 전원을 꼽고 사용하는 것이 보통이지만 휴대용 선풍기는 건전지를 통해 작동시키게 된다. 자동차의 안에 비치하여 여름철에 뜨거운 날씨일 때는 자동차에 시원한 공기를 공급하는 역할을 하게 되며 자동차의 안이 지나치게 뜨거워 지는 것을 막아주는 역할을 하게 된다. 우리가 직접 손으로 들고 다니는 손풍기도 휴대용 선풍기에 포함이 된다.

## 같이 보기
- 선풍기
- 가전 제품